# اللغة الهويوية
لغة هويوية وهي من اللغة الموندية وهي من عائلة اللغات الأسترونيزية في الهند، يتكلمها حوالي 1.04 مليون نسمة أي حوالي 0.103% في الهند حسب إحصاء سنة 2001 وتكتب هذه اللغة بالخط ديوناكري.